# Lesné
Lesné (in ungherese Leszna) è un comune della Slovacchia facente parte del distretto di Michalovce, nella regione di Košice.